# DDR-Meisterschaften im Biathlon 1977
Die DDR-Meisterschaften im Biathlon wurden 1977 zum 19. Mal ausgetragen und fanden vom 4. bis 6. März im Biathlonstadion Hofmannsloch von Zinnwald statt. Im Sprint gewann Klaus Siebert seinen ersten Titel, über 20 Kilometer Manfred Beer seinen Einzigen. Die Meisterschaften wurden von der SG Dynamo Zinnwald dominiert. Vier der sechs Medaillen in den Einzelwettkämpfen konnten Zinnwalder Biathleten erringen, im Staffelwettbewerb belegten die drei Staffeln des Vereins die Medaillenränge. Siebert gewann insgesamt zwei Titel und wurde einmal Zweiter.

## Einzel (20 km)
| Platz | Sportler            | Verein               | Schießfehler | Zeit    |
| ----- | ------------------- | -------------------- | ------------ | ------- |
| 1     | Manfred Beer        | SG Dynamo Zinnwald   | –            | 1:09:40 |
| 2     | Klaus Siebert       | SG Dynamo Zinnwald   | 5            | 1:13:37 |
| 3     | Karl-Heinz Wolf     | ASK Vorwärts Oberhof | 5            | 1:14:32 |
| 4     | Hendrik Schottstädt | ASK Vorwärts Oberhof | 6            | 1:16:49 |
| 5     | Eberhard Rösch      | SG Dynamo Zinnwald   | 11           | 1:17:34 |
| 6     | Richard Möller      | ASK Vorwärts Oberhof | 4            | 1:20:00 |

## Sprint (10 km)
| Platz | Sportler            | Verein               | Schießfehler | Zeit  |
| ----- | ------------------- | -------------------- | ------------ | ----- |
| 1     | Klaus Siebert       | SG Dynamo Zinnwald   | 2            | 32:09 |
| 2     | Jürgen Grundler     | ASK Vorwärts Oberhof | 2            | 32:23 |
| 3     | Steffen Thierfelder | SG Dynamo Zinnwald   | 2            | 32:46 |
| 4     | Manfred Beer        | SG Dynamo Zinnwald   | 3            | 32:51 |
| 5     | Eberhard Rösch      | SG Dynamo Zinnwald   | 4            | 33:03 |
| 5     | Veit Schirmer       | SG Dynamo Zinnwald   | 2            | 33:03 |

## Staffel (3 × 7,5 km)
| Platz | Verein                 | Sportler                                         | Schießfehler | Zeit    |
| ----- | ---------------------- | ------------------------------------------------ | ------------ | ------- |
| 1     | SG Dynamo Zinnwald I   | Manfred Beer Klaus Siebert Eberhard Rösch        | 5            | 1:38:45 |
| 2     | SG Dynamo Zinnwald III | Dietmar Nitzsche Andreas Richter Gerold Eichhorn | 2            | 1:39:43 |
| 3     | SG Dynamo Zinnwald II  | Olaf Weisflog Steffen Thierfelder Veit Schirmer  | 4            | 1:40:35 |